# Justin Hawkins (basket-ball)
Justin Hawkins est un basketteur professionnel américain né le 18 septembre 1985 à Bell en Californie. Il mesure 2,01 m et évolue au poste d'ailier.

## Clubs
- 2003 - 2005 :  Utes de l'Utah (NCAA)
- 2005 - 2008 :  Aggies de New Mexico State (NCAA)
- 2008 - 2009 :  Besançon Basket Comté Doubs (Pro A) (25 matchs joués)
- 2009 - 2010 :  Jam de Bakersfield (NBA D-League) puis l'Energy de l'Iowa (NBA D-League) puis l'Armor de Springfield (NBA D-League)
- 2010 - 2011 :  Strasbourg Illkirch Graffenstaden Basket (Pro A)
- 2011 - 2012 :  Minsk-2006 (Premier League) puis  ToPo (Korisliiga)
- 2012 - 2013 :  Boulazac Basket Dordogne (Pro A)